# Đường hầm Prešov
Đường hầm Prešov (tiếng Slovakia: Tunel Prešov) là một đường hầm đường cao tốc nằm trên đường cao tốc D1, thuộc địa phận thành phố Prešov, Slovakia. Chiều dài của đường hầm này là 2.244 mét.

## Miêu tả
Đường hầm Prešov bao gồm hai ống hầm song song nhau dành cho lưu thông một chiều. Chiều dài của ống hầm phía bắc là 2.230,5 mét và chiều dài của ống hầm phía nam là 2.244,0 mét. Cả hai ống hầm đều có hai làn xe và chiều rộng giữa hai lề đường là 7,5 mét. Tốc độ tối đa cho phép trong đường hầm là 100 km/h. Các thiết bị công nghệ được lắp đặt bên trong đường hầm gồm có: hốc SOS, hốc lấy nước cứu hỏa, điện thoại khẩn cấp, camera và một số thiết bị kỹ thuật, an ninh khác.

## Lịch sử
Đường hầm Prešov đang được xây dựng trong đường tránh xa lộ Tây Nam Prešov. Các công ty Eurovia SK, Eurovia CS, Doprastav, Metrostav, Metrostav Slovakia đã cùng chiến thắng cuộc đấu thầu xây dựng. Hợp đồng xây dựng đường hầm Prešov được ký kết vào ngày 6 tháng 4 năm 2017, và việc xây dựng đường hầm chính thức bắt đầu vào ngày 30 tháng 5 cùng năm. Nghi thức bắt đầu đào hầm với việc đặt một bức tượng của Thánh Barbora diễn ra vào ngày 23 tháng 8 năm 2018, và nghi thức phá đường hầm Prešov diễn ra vào ngày 13 tháng 6 của năm tiếp theo.